# Neil Sedaka
Neil Sedaka (ur. 13 marca 1939 w Brooklynie) – amerykański piosenkarz żydowskiego pochodzenia, pianista, kompozytor i autor tekstów piosenek.

## Dyskografia
- Rock with Sedaka (1959)
- Emergence (1972)
- Laughter In the Rain (1974)
- Sedaka's Back (1975)
- Neil Sedaka and Songs (1977)
- My Friend (1986)
- Tuneweaver (1995)
- In Italiano (1999)
- Neil Sedaka In The Studio (2013)